# Riksmål
Riksmål je ime inačice norveškog jezika od kasnih 1890-ih koji se razvio od mješavine norveških i danskih elemenata. Bila je službena do 1929. godine kad ju je nadomjestio bokmål. Bliska je danskom jeziku i prethodnik je bokmåla. Konzervativna je i danas neslužbena inačica bokmåla, odupire se pokušavanom spajanju s novonorveškim (nynorsk). Od 1938. to je pravopis koji je postavio Riksmålsforbundet (za razliku od službenog bokmåla).